# Équipe d'Allemagne de l'Est de football en 1968
Il s'agit des matchs de la sélection est-allemande au cours de l'année 1968.

## Matchs et résultats
| Match amical                               | Allemagne de l'Est          | 2 – 2   | Tchécoslovaquie       | Estadio Nacional de Chile, Santiago du Chili            |                                                         |
| 2 février 1968 · Historique des rencontres | Irmscher 22e · Kreische 25e | (2 - 2) | 33e Vrana · 45e Krnac | Spectateurs : 35 000 Arbitrage : M. Hormazabal ( Chili) | Spectateurs : 35 000 Arbitrage : M. Hormazabal ( Chili) |

| Match amical                                | Pologne     | 1 – 1   | Allemagne de l'Est | Stade Municipal de Szczecin, Szczecin                  |                                                        |
| 20 octobre 1968 · Historique des rencontres | Gadocha 13e | (1 - 0) | 49e Löwe           | Spectateurs : 30 000 Arbitrage : M. Enkell ( Finlande) | Spectateurs : 30 000 Arbitrage : M. Enkell ( Finlande) |